# أترخت
أُترِخت أو أوترخت أو أستريط أو أستريك Utrecht  هي مدينة هولندية وعاصمة مقاطعة أُترِخت، وتعد أكثر المدن كثافة سكانية في المقاطعة، كما تعد رابع أكبر المدن الهولندية من حيث الكثافة السكانية. تذخر المدينة بالعديد من المباني والعمائر القديمة، كما أنها مقر لجامعة أُترِخت أكبر جامعات هولندا إضافة لعدد من المؤسسات التعليمية والبحثية العليا.
كما تعد المدينة صاحبة أعلى نسبة في النشاطات الثقافية في هولندا بعد مدينة أمستردام.

## طوبوغرافيا
خريطة طوبوغرافية هولندية لبلدية أُترِخت، يونيو 2015، (تقرأ بعد ثلاث نقرات على الخريطة).

## عدد السكان
بلغ عدد سكان مدينة أوتريخت 361.924 نسمة في عام 2022 وتشير التوقعات إلى أن عدد السكان سيتجاوز 392.000 نسمة بحلول عام 2025.  اعتباراً من نوفمبر 2019، بلغ عدد سكان المدينة 357.179 نسمة. 

## توأمة
لأُترِخت اتفاقيات توأمة مع كل من:
- برنو
- كينشاسا
- Juanjuí [الإنجليزية]‏

## أعلام
- ويسلي سنايدر
- غيريت ريتفيلد
- جيرارد فان هونثورست
- ديك برونا
- ماركو فان باستن
- إبراهيم أفيلاي
- كريستيان أيكمان
- هنري الخامس
- فيليم ألكساندر
- أدريان السادس

## وصلات خارجية
- الموقع الرسمي
- CU 2030, redevelopment of the Utrecht Central railroad station area (بالهولندية)